# سولبها ديشباندي
سولبها ديشباندي (بالإنجليزية: Sulabha Deshpande)‏ (و. 1937 – 2016 م) هي مخرجة سينمائية، وممثلة من الهند . ولدت في مومباي .

## جوائز
حصلت على جوائز منها:
- Sangeet Natak Akademi Award.

## روابط خارجية
- سولبها ديشباندي على موقع IMDb (الإنجليزية)
- سولبها ديشباندي على موقع ألو سيني (الفرنسية)
- سولبها ديشباندي على موقع قاعدة بيانات الفيلم (الإنجليزية)
- سولبها ديشباندي على موقع كينوبويسك (الروسية)